# 胡里奧·馬丁尼茲·普拉達諾斯國家體育場
胡里奧·馬丁尼茲·普拉達諾斯國家體育場（英語：Estadio Nacional Julio Martínez Prádanos），原名為國家體育場，是一座位於智利聖地牙哥紐尼奧阿的多功能體育場。該體育場目前是智利國內最大的體育場，可容納48,665人。體育場占地面積共62公頃，其中包含網球場、水上運動中心、現代化健身房、室內自行車賽場、場地自由車車道、輔助/熱身田徑場等複合設施。
智利國家體育場於1937年2月開始建造，並於1938年12月3日落成。建築結構承襲自德國柏林奧林匹克體育場，在1962年曾是1962年世界盃足球賽比賽場館之一，同時是該屆世界杯決賽場館。1973年智利政變期間，國家體育場一度成為軍事獨裁政府下的政治犯集中營。
2009年，智利國家體育場及周邊設施開始進行現代化改裝，智利總統蜜雪兒·巴舍萊宣稱，此次改建將使智利國家體育場成為南美洲最現代化的體育場。

## 歷史
智利國家體育場的土地在1918年以前是農用土地，由農夫何塞·多明戈卡納斯（Jose Domingo Cañas）捐贈。體育場建成後的首次比賽在1938年12月3日，為科洛科洛與巴西聖克里斯托旺之間的友誼賽，科洛科洛最後以6-3取勝。該體育場曾是1941年、1945年、1955年三屆南美足球錦標賽以及1991年、2015年兩屆美洲國家盃比賽場地。
1959年，由於首都室內體育館還未準備好，因而該屆世界盃籃球賽決賽於智利國家體育場舉行。
1960年代早期，為了迎接1962年世界盃足球賽以及豪爾赫·亞歷山德里政府的推動下，智利國家體育場開始擴建。主要更改地方為體育場周圍的室內自行車賽場改建成畫廊，並擴增容納人數至95,000人。
在1962年世界盃比賽期間，智利國家體育場為小組賽第2組比賽場地，第2組的隊伍分別為義大利、西德、智利、瑞士，小組賽第2組比賽當中包括場面火爆的義大利對智利比賽，該場著名的比賽又被稱為聖地牙哥之戰。在淘汰賽部分，智利國家體育場舉辦一場半準決賽、一場準決賽、季軍賽、決賽，其中巴西第二次奪冠，主辦國智利則於季軍賽以1-0擊敗南斯拉夫，此次成績證明智利在國際足壇的成功。
如今，智利國家體育場為智利國家足球隊與智利大學足球俱樂部主場，除了舉辦足球等體育賽事外，同時舉辦如政治慶典、慈善活動、音樂會等非體育活動。體育場自1995年後，便是智利舉辦的28小時馬拉松舉辦場地，體育場內可同時容納100,000人進行活動，場內的大型電子看板可顯示選手目前已完成的里程數，以及達到目標時所剩的里程。
2008年7月5日，為了紀念同年1月去世的智利著名體育記者胡里奧·馬丁尼茲·普拉達諾斯，官方宣布智利國家體育場官方名稱改名為胡里奧·馬丁尼茲·普拉達諾斯國家體育場。

### 政治犯集中營

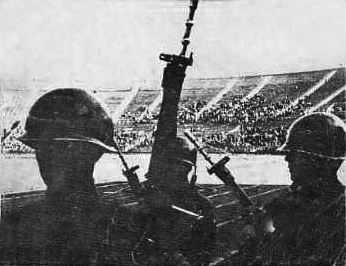
智利國家體育場於1973年智利政變後成為拘留所。

1973年9月11日，智利政變爆發後，前總統薩爾瓦多·阿連德遇害，智利國家體育場開始被當作政治犯拘留所。根據哈佛評論南美洲篇的文章指出，當時在首都聖地牙哥至少有80座以上拘留所，智利國家體育場名列在拘留所名單上。
總共有40,000人在軍政府時期被送至拘留所，單單從9月11日至11月7日間，就有12,000人被拘留。被拘留的男性放置在體育場的畫廊，女性則在更衣室及相關建築。更衣室與走廊都被當作監獄設施，自行車賽車道則被作為審問區。據紅十字會估計，至少有7,000名囚犯被拘留在智利國家體育場，其中300名為外國籍。人道主義組織收集的倖存者證詞內容顯示，拘留者有被嚴刑拷打，或是在建築物內不知名的地點被槍殺。 
國際足總主席斯坦利·勞斯在事後表明希望蘇聯在1974年世界盃足球賽資格附加賽能勝出，阻止智利參加當屆世界杯，然而因蘇聯退出而讓智利自動晉級，不過智利在該屆世界杯僅在小組賽就止步。
1982年，由科斯塔·加夫拉斯執導的希臘電影Missing描述1973年智利政變時，美國籍記者查爾斯·霍爾曼與法蘭克·特魯奇在智利國家體育場被槍決的歷史。2002年，導演 卡門·盧斯·帕羅特拍攝紀錄片國家體育場（Estadio Nacional），內容以1973年智利政變時在智利國家體育場的歷史為主。

### 2009年–2010年翻修

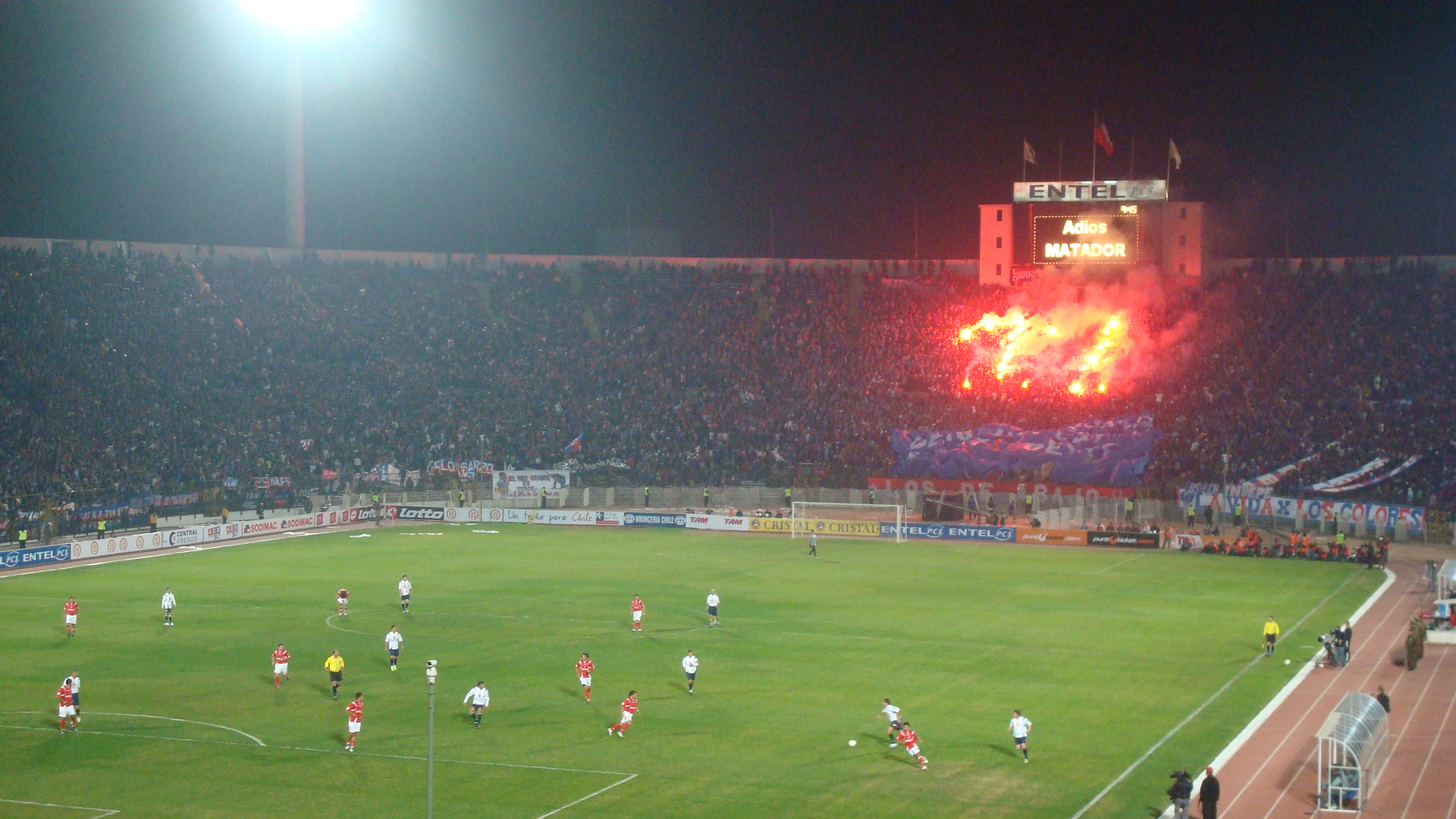
2009年6月2日，馬塞洛·薩拉斯告別賽。

2009年6月15日，智利總統蜜雪兒·巴舍萊宣佈將改善國家體育場的基礎設施，並將其現代化。在計劃中，改建預算將超過240億披索（4230萬美元），其中200億披索（3530萬美元）花費在提升體育場的基礎設施至現代化標準。
此次改建包括涵概座位席的大型屋頂；體育場夜間照明設施；更新環繞全體育場的座位席，並降低容納人數至47,000人；先進的電子記分版；以2.5公尺深、2公尺寬的人造坑道隔絕觀眾席與跑道，取代之前的護欄；以及其它基礎設施更新等。由於智利國家體育場屬於國家級紀念景點，外牆將保持原樣，增加屋頂的部份由於在體育場頂部，因此不會影響到外牆。
體育場在2009年8月15日關閉，開始翻修作業，原預計於2010年3月重新開幕，以迎接智利與北韓及巴拿馬的兩場國際友誼賽，但是施工進度最後沒有趕上預計時間。由於2010年2月27日智利發生大地震，使得改建經費來源發生困難，巴舍萊政府宣佈屋頂工程將暫緩。體育場在地震中只有輕微損傷，在2010年南美自由盃開放部份區域，舉辦智利大學與瓜達拉哈拉之間的一場賽事。2010年9月12日，智利國家體育場正式重新開幕，剛好趕上智利建國兩百周年慶典。

### 2014年南美運動會翻修
2010年9月12日，智利總統蜜雪兒·巴舍萊在建國兩百周年慶典上宣佈國家體育場的容納人數將擴展至70,000人，以迎接即將到來的2014年南美運動會，該工程預計在2012年開始動工。
2011年6月3日，政府公佈進一步地改建計畫。體育場周邊所有區域將規劃為市民公園（Parque de la Ciudadanía）。公園內綠地將佔所有64公頃的70%以上，其餘則為餐廳或人造湖等設施，並預計於2014年南美運動會開放。另外，體育場周圍將建設新場館，以提供2014年南美運動會使用，其中包括兩座現代化體育館、一座提供水上芭蕾的溫水游泳池，並翻修室內自行車賽場、擴大室內自行車館等，這些新設施位來將提供給體育部管理。至翻修後，智利國家體育場將包含網球場、室內自行車賽場、場地自由車車道、田徑場、曲棍球場、溜冰場等綜合設施。

## 容納座位
自1937年起，智利國家體育場容納座位一直都在48,000人。當時，有些批評將體育場比喻為白象，認為這容納人數太大，可能永遠不會滿場，也因為體育場的建設費用過高，該比喻同時也暗示阿圖羅·亞歷山德里·帕爾馬政府的貪腐。
然而到了1962年世界盃足球賽，體育場容納座位提升至74,000人，若包括座位席以外的容納人數，體育場將可容納80,000人以上，但這同時也需把原場地自由車車道移到體育場以外其他區域。接下來幾年間，為防止事故發生，體育場容納座位一直在調降，以保持逃生路線順暢。
2000年世界青年田徑錦標賽期間，為了將座位改為個人獨立座椅，體育場容納座位從而降至66,000人，這項需求確保體育場容納座位不會超過預計值，不會發生1987年時，教宗若望·保祿二世來訪，體育場湧進超過90,000人的盛況。2014年，官方公告智利國家體育場的容納座位48,665人。

## 外部連結
- Football Temples of the World-Chile（页面存档备份，存于）
- World Stadium Article （页面存档备份，存于）
- Stadium Guide Article （页面存档备份，存于）
- World of Stadiums page

| 前任： 國家體育場 利馬               | 南美足球錦標賽 決賽場館 1941年 | 繼任： 世紀球場 蒙特維多                       |
| 前任： 馬拉卡納齊諾體育館 里約熱內盧 | 世界籃球錦標賽 決賽場館 1959年 | 繼任： 馬拉卡納齊諾體育館 里約熱內盧           |
| 前任： 拉松达体育场 斯德哥爾摩       | 世界盃足球賽 決賽場館 1962年   | 繼任： 溫布利球場 倫敦                         |
| 前任： 馬拉卡納體育場 里約熱內盧     | 美洲盃足球賽 決賽圈場館 1991年 | 繼任： 伊西德罗·罗梅罗·卡尔沃纪念球场 瓜亞基爾 |
| 前任： 皇家網球館 斯德哥爾摩         | 台維斯盃 決賽場館 1976年       | 繼任： 白城體育場 雪梨                         |
| 前任： 紀念碑球場 布宜諾斯艾利斯     | 美洲盃足球賽 決賽場館 2015年   | 繼任： 大都會人壽體育場 東盧瑟福               |